# Квик
Квик (пол. Kwik, нім. Quicka) — село в Польщі, у гміні Піш Піського повіту Вармінсько-Мазурського воєводства.
Населення — 114 осіб (2011).
У 1975-1998 роках село належало до Сувальського воєводства.

## Демографія
Демографічна структура станом на 31 березня 2011 року:
|          | Загалом | Допрацездатний вік | Працездатний вік | Постпрацездатний вік |
| -------- | ------- | ------------------ | ---------------- | -------------------- |
| Чоловіки | 62      | 13                 | 44               | 5                    |
| Жінки    | 52      | 9                  | 30               | 13                   |
| Разом    | 114     | 22                 | 74               | 18                   |